# Tarō Kagawa
Tarō Kagawa (賀川 太郎?, Kagawa Tarō; Prefettura di Hyōgo, 9 agosto 1922 – 6 marzo 1990) è stato un calciatore giapponese, di ruolo attaccante.